# Nithsdale Wanderers Football Club
Maillots
Nithsdale Wanderers Football Club est un club semi-professionnel de football écossais basé à Sanquhar, Dumfries and Galloway créé en 1897, membre de la Scottish Football League de 1923 à 1927. Ils ont disparu en 1964 et ont été refondés en 2001.

## Histoire
Le club a été fondé en 1897 et rencontra des bons succès dans les ligues régionales, ce qui leur permit de connaître une décennie de haut niveau dans les années 1920. Ils emménagèrent d'abord dans leur nouveau stade, Crawick Holm, puis ont eu l'occasion d'être invités par la Scottish Football League à intégrer la toute nouvelle Division 3 en 1923.
Les succès continuèrent avec le titre de champion de Division 3 en 1924-25, obtenu après une victoire 8-0 contre Montrose lors du dernier match de la saison, ce qui leur permit d'accéder à la Division 2.
Ils terminèrent leur première saison de Division 2 en 1925-26 à la 12e place, mais la saison suivante en 1926-27 fut catastrophique, le club terminant à la 20e et dernière place. Toutefois, la Division 3 ayant été annulée depuis la saison 1925-26, il n'y avait plus de relégation possible. Ils ont eu donc besoin de demander une réélection au sein de la Scottish Football League, qu'ils n'obtinrent pas et furent remplacés par Leith Athletic pour la saison suivante.
Ils intégrèrent alors des ligues locales, dont la Southern Counties League et la South of Scotland Football League. En 1951, ils quittèrent les ligues séniors pour rejoindre les ligues amateurs et finalement disparurent en 1964.
Après 37 ans d'attente, le club fut recréé en 2001, intégrant la South of Scotland Football League, dont ils terminèrent vice-champions en 2006-07.

## Palmarès
- Champion de Division 3 en 1924-25